# Phan Sỹ Minh
Phan Sỹ Minh (sinh 1960) là một sĩ quan cấp cao trong Quân đội nhân dân Việt Nam, hàm Thiếu tướng, Phó Giáo sư, Tiến sĩ, hiện là Phó Tổng cục trưởng Tổng cục 2 (2019 - nay), nguyên là Cục trưởng Cục 16, Tổng cục 2 (2011–2019).

## Thân thế và sự nghiệp
Năm 1977, ông học hết THPT tại Trường THPT Kim Liên, Hà Nội
Ông từng giữ các chức vụ như: Trưởng phòng ở Cục 12; Phó Cục trưởng Cục 11; Phó Chỉ huy trưởng Trung tâm 701; Phó Cục trưởng Cục 16
Năm 2011, bổ nhiệm giữ chức Cục trưởng Cục 16, Tổng cục 2
Thiếu tướng (2012)
Năm 2016, ông được bổ nhiệm giữ chức Phó Tổng cục trưởng Tổng cục 2, Bộ Quốc phòng